# Apatovec
Apatovec – wieś w Chorwacji, w żupanii kopriwnicko-kriżewczyńskiej, w mieście Križevci. W 2011 roku liczyła 350 mieszkańców.
Jest położona 16 km na północ od Križevci, na zboczach Kalničkiej gory. Znajdują się tu źródła wody mineralnej o nazwie Apatovečka kiselica.